# 이원보
이원보(李源甫, 일본식 이름: 리노이에 겐포(李家 源甫), 1889년 2월 27일 ~ 1968년 7월 13일)는 일제강점기의 경찰 겸 관료로, 호는 취석(翠石), 본적은 경기도 경성부 이화동이며 함경남도 덕원군 출신이다.

## 생애
1908년 사립 원산원흥일어학교(元山源興日語學校)를 졸업한 뒤 모교에서 교원으로 재직하다가 바로 퇴직했다. 1908년 3월 함경남도 영흥경찰서 영흥분서 통역, 1909년 4월 함경남도 영흥경찰서 도번역관 보(道飜譯官補)로 근무한 뒤 1910년 7월 경상남도 창녕경찰서에서 통감부 경찰서 통역생으로 근무했으며 한일 병합 조약 체결 이후인 1910년 10월부터 1912년 6월까지 경상남도 창녕경찰서에서 통역생으로 근무했다. 경상남도 진주경찰서(1912년 6월 임명), 평안남도 평양경찰서(1912년 12월 임명), 함경남도 홍원경찰서(1914년 4월 18일 임명), 함경남도 원산경찰서(1916년 4월 7일 임명), 함경남도 영흥경찰서(1918년 9월 17일 임명)에서 경부로 근무했고 1912년 8월 1일 일본 정부로부터 한국병합기념장, 1915년 11월 10일 다이쇼대례기념장을 받았다.
경성부 종로경찰서 도경부(1919년 7월 임명), 평안남도 도경시(1920년 8월 12일 임명), 평안남도 경찰부 보안과장(1921년 임명), 경기도 도경시(1925년 1월 15일 임명), 경기도 경찰부 형사과장(1925년 2월 5일 ~ 1929년), 경기도 도경시 겸 순사교습소 교관(1925년 7월 4일 ~ 1929년)으로 근무한 뒤 경찰직에서 퇴직했고 1928년 1월 20일 일본 정부로부터 훈6등 서보장, 1928년 11월 16일 쇼와대례기념장을 받았다. 경성부 종로경찰서 재직 시절 미즈노 렌타로 조선총독부 정무총감의 특명을 받은 뒤 중국 상하이에 파견되어 대한민국 임시 정부 요인들의 동태를 파악했다는 기록이 있다.
1930년 2월 28일 경기도 진위군수로 임명되었고 1932년 1월 25일 경기도 경성부 부이사관 겸 서무과장, 1932년 6월 6일 경성부 부이사관 겸 사회과장으로 각각 임명되었다. 1933년 1월 19일 일본 정부로부터 훈5등 서보장을 받았으며 1934년 4월 29일 만주사변에 기여한 공로를 인정받아 일본 정부로부터 하사금을 받았다. 1935년 4월 1일 조선총독부 평안북도 참여관으로 임명되었고 1935년 10월 1일 조선총독부로부터 시정 25주년 기념표창과 은배 1조를 받았다. 1937년 2월 20일 전라남도 참여관 겸 산업부장으로 임명된 뒤 전라남도지방미곡통제조합연합회 회장(1937년 2월 ~ 1938년 6월), 전라남도 도농회장(1937년 3월 ~ 1938년 6월), 광주보호관찰심사회 예비위원(1937년 4월 ~ 1938년), 전라남도방공위원회 위원(1938년 3월 ~ 1938년 7월) 등을 역임했으며 1938년 1월 3일 《매일신보》에 실린 신년사를 통해 일본 천황의 만수무강과 국운의 융성을 기원하고 총후의 책무 완수를 강조했다.
1938년 6월 23일부터 1939년 3월 14일까지 조선총독부 전라남도 참여관 겸 내무부장, 1940년 9월 2일부터 1942년 1월 23일까지 전라북도지사를 역임하는 동안 조선총독부 학무국 사회교육과장(1939년 3월 15일 ~ 1940년 9월 1일), 국민정신총동원조선연맹 참사 겸 간사(1939년 4월 임명), 국민총력전라북도연맹 회장(1940년 10월 ~ 1942년 1월) 등을 역임했으며 1939년 2월 14일 일본 정부로부터 훈4등 서보장을 받았다. 전라남도 참여관 재직 시절 기독교계 학교를 교묘한 방법으로 강제로 폐쇄시키는 한편 군수물자의 공출 및 조달, 각종 헌금 및 위문금품 모집, 국방사상 보급 및 선전 등을 주도하여 일본의 침략 전쟁에 적극 협력했다.
1940년 4월 29일 중일 전쟁에 협력한 공로를 인정받아 일본 정부로부터 훈4등 욱일소수장을 받았으며 1942년 2월 20일 남작에 준하는 예우를 받는 계급인 종4위에 서위되었다. 1941년 3월 잡지 《조광》에 실린 글에서 조선 동포의 황국신민화와 내선일체 구현이 시급한 과제임을 강조하는 한편 국민총력운동 강화를 통한 고도국방국가체제 확립을 위해 매진할 것을 주장했다. 1942년 1월 1일 《매일신보》에 실린 신년사를 통해 순국정신을 발휘하고 총후전사로서의 본분을 다할 것을 강조했다. 1943년 2월 16일부터 1945년 8월 광복 때까지 조선총독부 중추원 참의를 역임하는 한편 국민총력조선연맹 이사(1944년 6월), 대화동맹 심의원(1945년 2월), 대의당 위원(1945년 6월)으로 활동했다. 중추원 참의로 재직 중이던 1943년 11월 충청남도에서 임시특별지원병제의 취지를 선전했으며 1944년 5월 하순부터 6월 중순까지 조선인 학병이 입대해 있던 일본 현지 부대를 격려 방문한 뒤에 기고한 글을 통해 학병, 징병, 징용을 선전, 선동했다.
광복 이후인 1949년 1월 25일 반민족행위특별조사위원회에 체포되어 서대문경찰서에 수감되었다. 1949년 4월 18일에 열린 결심공판에서 징역 7년을 구형받았지만 1949년 8월 병보석으로 석방되었다. 친일파 708인 명단의 도지사 부문, 도 참여관 부문, 중추원 부문, 조선총독부 사무관 부문, 애국자 살상자 부문, 경시 부문, 민족문제연구소의 친일인명사전 수록자 명단의 중추원 부문, 친일단체 부문, 경찰 부문, 관료 부문, 친일반민족행위진상규명위원회가 발표한 친일반민족행위 705인 명단에 포함되었다.

## 참고자료
- 친일반민족행위진상규명위원회 (2009). 〈이원보〉. 《친일반민족행위진상규명 보고서 Ⅳ-13》. 서울. 642~677쪽.

| 전임 손영목 | 제11대 전라북도 도지사 1940년 9월 2일 ~ 1942년 1월 23일 | 후임 김병태 |